# Mercado de Kuopio
El Mercado de Kuopio es un mercado de estilo modernista situado en la Plaza del Mercado de Kuopio, Finlandia. Cuenta con 30 puntos de venta y abre seis días a la semana.
El edificio fue diseñado por Johan Victor Strömberg y comenzó a funcionar en agosto de 1902. En 1914 el pabellón se amplió con un centro de inspección de carnes diseñado por Arne Sirelius, que hoy funciona como mercado de pescado. Posteriormente se ha mejorado el aspecto de la sala y se han realizado reformas interiores. La demolición del mercado fue discutida seriamente por última vez en la década de 1960. A principios de los años 70 se decidió renovar el mercado. De esta época data el color actual del edificio.

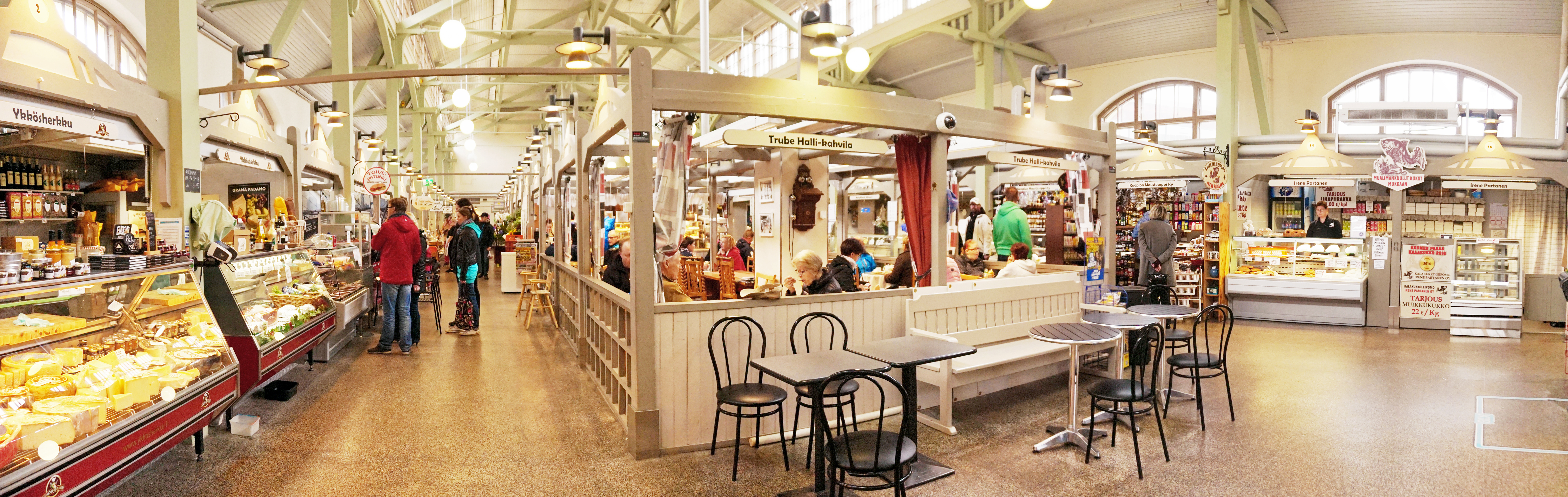
Interior del Mercado

El proyecto del Mercado Municipal ya se había planificado en la década de 1870. Los requisitos de pureza para la venta de alimentos habían aumentado, y por ello también llegó a Kuopio la necesidad de construir un punto de venta permanente en el mercado. Al mismo tiempo, se planeó la construcción de un bazar en la plaza, pero nunca se realizó; también el mercado planeado para la plaza del puerto al mismo tiempo tampoco se realizó.